# Виейра, Роналдо
Роналду Аугушту Виейра Нан (порт. Ronaldo Augusto Vieira Nan; португальское произношение: [ʁoˈnawdu viˈɐjɾɐ]; 19 июля 1998), более известный как Роналдо Виейра (англ. Ronaldo Vieira) — профессиональный футболист, центральный полузащитник итальянского клуба «Сампдория». Выступает на правах аренды за «Торино».
Уроженец Гвинеи-Бисау, с детства жил в Португалии, но впоследствии переехал в Англию и принял решение выступать за молодёжные футбольные сборные Англии.

## Ранние годы
С 2009 по 2011 год тренировался в футбольной академии лиссабонской «Бенфики». В 2011 году его семья переехала в Великобританию, после чего Виейра начал играть за клуб «Уитли Бэй Бойз» из окрестностей Ньюкасла. Затем он играл за команду «Батли Финикс» из молодёжной футбольной лиги Хаддерсфилда. Проходил просмотр в клубах Премьер-лиги «Манчестер Сити» и «Халл Сити». Во время учёбы в Йоркском колледже выступал за местную футбольную академию «i2i» (англ. i2i Football Academy). В сентябре 2015 года стал игроком академии клуба «Лидс Юнайтед».

## Клубная карьера
5 мая 2016 года Виейра подписал с «Лидс Юнайтед» двухлетний профессиональный контракт. Два дня спустя дебютировал в основном составе команды в матче финального тура Чемпионшипа против «Престон Норт Энд».
Перед началом сезона 2016/17 Виейра получил футболку с номером «25». 7 августа 2016 года Роналдо впервые вышел в стартовом составе «Лидса» в матче первого тура Чемпионшипа против «Куинз Парк Рейнджерс». 5 ноября 2016 года Виейра забил свой первый гол в составе «Лидс Юнайтед» в матче против «Норвич Сити» дальним ударом на 90-й минуте. Тот гол обеспечил «Лидсу» выездную победу со счётом 3:2. Всего в сезоне 2016/17 полузащитник провёл за «Лидс» 38 матчей и был признан лучшим молодым игроком сезона.
В мае 2017 года Виейра продлил свой контракт с клубом до 2021 года.
В феврале 2018 года Роналдо Виейра был включён в список «самых перспективных игроков Европы до 20 лет», заняв в этом списке 20-е место.
1 августа 2018 года Роналдо Виейра перешёл в «Сампдорию», подписав с итальянским клубом пятилетний контракт. Сумма трансфера составила, по разным данным, от 6,2 до 7,7 млн фунтов.
В октябре 2020 года Роналдо Виейра был арендован с правом выкупа клубом «Эллас Верона». Первый матч за свой новый клуб игрок провел 19 октября против «Дженоа».

## Карьера в сборной
Виейра может выступать за сборные Гвинеи-Биссау (страны рождения), Португалии (страны, где он провёл детство) или Англии (страны, где он получал образование на протяжении пяти лет до достижения совершеннолетия). В 2017 году он заявил, что рассматривал возможность выступления за Португалию, но в итоге решил выступать за Англию.
16 мая 2017 года Виейра получил вызов в сборную Англии до 20 лет на предстоящий Турнир в Тулоне. Англичане выиграли этот турнир, обыграв в финале молодёжную сборную Кот-д’Ивуара в серии послематчевых пенальти, причём Виейра забил победный пенальти в серии.
21 мая 2018 года получил свой первый вызов в сборную Англии до 21 года на матчи Турнира в Тулоне. 1 июня забил гол дальним ударом в матче против молодёжной сборной Катара. Англичане вновь выиграли этот турнир, обыграв в финале мексиканцев.

## Личная жизнь
Роналдо Виейра родился в Бисау, Гвинея-Бисау. Когда ему было пять лет, он перебрался с семьёй в Португалию, это произошло вскоре после смерти его отца.
Брат-близнец Роналдо, Ромарио, также является футболистом и выступал за молодёжную команду «Лидс Юнайтед», а также за сборную Гвинеи-Биссау. Братья были названы в честь легендарных игроков сборной Бразилии Роналдо и Ромарио.

## Статистика выступлений
| Клуб             | Сезон            | Лига             | Лига | Лига | Кубок страны | Кубок страны | Кубок лиги | Кубок лиги | Прочие | Прочие | Итого | Итого |
| Клуб             | Сезон            | Дивизион         | Игры | Голы | Игры         | Голы         | Игры       | Голы       | Игры   | Голы   | Игры  | Голы  |
| ---------------- | ---------------- | ---------------- | ---- | ---- | ------------ | ------------ | ---------- | ---------- | ------ | ------ | ----- | ----- |
| Лидс Юнайтед     | 2015/16          | Чемпионшип       | 1    | 0    | 0            | 0            | 0          | 0          | —      | —      | 1     | 0     |
| Лидс Юнайтед     | 2016/17          | Чемпионшип       | 34   | 1    | 0            | 0            | 4          | 0          | —      | —      | 38    | 1     |
| Лидс Юнайтед     | 2017/18          | Чемпионшип       | 28   | 0    | 0            | 0            | 4          | 1          | —      | —      | 29    | 1     |
| Лидс Юнайтед     | Итого            | Итого            | 63   | 1    | 0            | 0            | 8          | 1          | —      | —      | 71    | 2     |
| Сампдория        | 2018/19          | Серия A          | 14   | 0    | 1            | 0            | —          | —          | —      | —      | 13    | 0     |
| Сампдория        | 2019/20          | Серия А          | 27   | 0    | 2            | 0            |            |            |        |        |       |       |
| Сампдория        | Итого            | Итого            | 41   | 0    | 3            | 0            | —          | —          | —      | —      | 13    | 0     |
| Всего за карьеру | Всего за карьеру | Всего за карьеру | 104  | 1    | 3            | 0            | 8          | 1          | —      | —      | 115   | 2     |

## Достижения

### Командные достижения
- Победитель турнира в Тулоне (2): 2017, 2018

### Личные достижения
- Молодой игрок года в «Лидс Юнайтед»: 2016/17[9]